# 一九八四
《一九八四》，是英國作家喬治·歐威爾所創作的一部反乌托邦小說，出版於1949年。它重點探討党和政府權力過分伸張、推行極權主義、實施壓抑性統治的后果。故事發生的時間設於1984年——為當時作者對未來的虛構想像。在其構想中，世界大部分地區都陷入了一場永久的戰爭、政府監控無處不在、資料記錄中滿是歷史否定主義及政治宣傳。其為反烏托邦小說類三部代表作之一（另外两部是《我們》和《美麗新世界》）。
在小說中，英國（第一空降场）成了超級大國大洋国的一个省，整個國家由黨所支配，它僱用了思想警察去迫害個人以及個人思考。老大哥是黨的領導人，喜歡強烈的個人崇拜，但他可能根本不存在。小說的主角温斯顿·史密斯，是一名外围党员，他在真理部（新語稱为真部）工作，真理部負責宣傳和修改歷史，他的工作是重新編寫过去的报紙，好讓歷史記錄一如既往地支持政黨的發展路線。真理部的工作者會視此行為為「糾正錯誤」，儘管他們實際上是以虛假的資訊取代真相。該部的大部分工作者也積極地銷毀沒經修訂的所有文件；這樣一來，就沒有證據證明政府干擾歷史記錄。温斯顿是一個勤勞且精巧的工人，但暗地裡憎恨黨並且夢想着反叛老大哥。温斯顿通過與小說部的工作者茱莉亞保持性關係來逐渐开始他的反叛行為。
《一九八四》是一本經典的政治讽喻和反烏托邦科幻小说。自1949年出版以來，它的許多用語和概念在英語中已被普遍使用，例如老大哥、雙重思想、犯罪思想、新話、101室、電幕、2+2=5、忘怀洞。《一九八四》令形容詞「奧威爾式的」（Orwellian）普及，它是用於形容官方欺騙、秘密監視並且修改歷史的極權主義或獨裁狀態。在2005年，本書被時代雜誌評為1923年至2005年最好的100本英文小說之一，还在1998年被列入20世紀百大英文小說（讀者票選：第6位；編輯小組：第13位）。2003年，《一九八四》在BBC的書籍票選活動大閱讀中獲得第8位。還在1956年、1984年改編成電影上映。

## 歷史及書名

1947年《一九八四》第一頁的草稿，展示了引言的創作過程。

奧威爾在1937年首次出現了關於這本書的構想，當時他正在西班牙内战中跟马克思主义统一工人党一同對抗佛朗哥的國民軍，但他卻在當中發現佛朗哥以外，另一種形式的極權主義——西班牙的親斯大林共產勢力，將馬統工黨塑造成托洛茨基主义叛徒。此經歷為奧威爾的這本小說提供了創作靈感，並於3年后在蘇格蘭侏羅島寫下小說的大部分內容，儘管當時他的肺結核病情嚴重，但寫作一直持續至1948年。他於1947年时已完成整本小説的大綱，但卻對其不滿，並認為自己「很可能會不得不重寫當中的三分之二。」1948年12月4日，他把終稿寄至塞克爾和沃伯格出版社，1949年6月8日正式出版。出版商的內部備忘錄曾指出：「如果（這本小説）我們不能售出15到20萬份，我們理應被槍殺。」到了1989年，它已被翻譯成65種語言，超過當時任一英文小說。小說的標題、其主題、新話的內容和作者的姓氏往往在反對國家的控制和干涉的情況下提及，而形容詞「奧威爾式的」（Orwellian）則是形容一個極權主義的反烏托邦，其特點是政府鎮壓和控制人民。奧威爾所發明的語言——新話，是用以讽刺國家的虛偽性和規避：仁愛部負責酷刑和洗腦；富裕部負責物資的分配与控制；和平部負責戰爭和暴行；真理部負責宣傳和修改歷史。
奧威爾最初把小說命名為《歐洲的最後一個人》（The Last Man in Europe），但在1948年10月22日（出版8個月前）寫給他的出版者弗雷德里克·沃伯格的信中，奧威爾提到他猶豫於《歐洲的最後一個人》與《一九八四》之間，沃伯格建議更改主標題為更經濟有效的一個。
在安東尼·伯吉斯的小說《一九八五》中，他認為奧威爾對冷戰（1945年至1991年）的開始感到失望，打算稱這本書为《1948》。企鹅出版集团出版的現代經典版《一九八四》在其介紹指出，奧威爾最初把小說的年份設於1980年，但他後來改至1982年，然后再改为1984年。最終的標題也可能是他寫作时的年份（1948年）變換顛倒。縱觀其出版歷史，《一九八四》曾在一些國家受到法律挑戰或查禁，因為担心这本书会煽動人們顛覆國家或導致意識形態腐化，如同奥尔德斯·赫胥黎的《美麗新世界》（1932年）、葉夫根尼·伊萬諾維奇·扎米亞京的《我们》（1924年）、卡琳·博耶的《卡拉凯思》（1940年）、雷·布萊伯利的《華氏451度》（1951年）。文學學者認為，俄羅斯的反烏托邦小說《我们》對《一九八四》有強烈的影響。

### 常見的誤解
作者奧威爾在逝世7個月前（1949年6月16日）写給聯合汽車工人工會「Francis A. Henson」的信（摘錄在1949年7月25日的《生活雜誌》和1949年7月31日的《紐時書評》）中寫道：
我最近的小說《一九八四》不是為了攻擊社會主義或我支持的工黨，而是揭露扭曲……部分已經可以在共產主義和法西斯主義中領會到……这本书的场景放在英国，是为了强调英语民族并非天生比其他民族优秀，并且，如果不与极权主义做斗争，它将无往不胜。——Collected Essays 
在1946年的短文《我為什麽寫作》中，奧威爾描述自己是一個民主社會主義者。

### 版權狀態
《一九八四》將於2044年在美國進入公有領域，当前在加拿大、俄羅斯和澳大利亞、阿根廷、澳大利亞、阿曼、中國大陸、香港和澳門，巴西已進入公有領域。

## 故事

### 背景
《一九八四》的故事舞台位於大洋国（Oceania）。大洋国是三个洲际超級大國之一，二次世界大战之后，世界分成了三个国家联盟。大部分情節發生於倫敦——「第一空降场的主要城市」，大洋国的一个省，「曾經被稱為英格蘭或不列顛」。黨的领导者老大哥的标语海報，「老大哥在看着你」佔據整個城市；而無處不在的「电幕」（telescreen，一种双向电视）在私密和公开场合监视着公众。大洋国的社会阶级系统有四层：
1. 上等階級的核心党员（Inner Party），少數的統領精英，人数限於六百万人，佔全國人口的2%左右[40]。
2. 中等階級的外围党员（Outer Party），佔全國人口的13%左右。
3. 下等階級的无产阶级（Proles）：佔全國人口的85%左右[41]，代表沒受過教育的無產階級。
4. 奴隷：赤道地區抓獲的战利品，核心党員可以擁有奴隷。并不是任何社会組織的永久或必要分子，不計入大洋國人口。

《寡頭政治集體主義的理論與實踐》中提到：「在原則上說，這三個階級的份子，並不是世襲的。幹部黨員的孩子在理論上將來不一定是幹部黨員。在十六歲時，每個孩子參加考試，決定他們所屬的階級。那裡也沒有種族歧視或任何屬地觀念。在黨的最高層，可以看到猶太人、黑人、南美印第安人，任何地區的行政人員，一向是該地區居民中挑出來的。」
在政府（黨）利用四個部門控制群众：
- 和平部負責戰爭；
- 富裕部負責經濟事務（定量配給和令人民飢餓）；
- 友愛部負責法律和秩序（酷刑和洗腦）；
- 真理部負責新聞、娛樂、教育和藝術（宣傳）。

每個部門的名稱都與它們所執行的任務相反。
真理部亦是主角温斯顿·史密斯（一个外围党的成员）工作的地方，在那里他改写历史文献好将过去改写成符合正统的政党路线——这每天都在改变——并将非人从历史上抹去，「非人」是指被人「蒸發」的人，即不僅被國家杀掉，而是在歷史上或記憶上抹去这个人的存在。
温斯顿的故事从1984年4月4日开始：“四月裡，天气晴朗寒冷，钟敲了十三下”；虽然这样，日期是存有疑虑的，因为这是温斯顿·史密斯个人感知到的东西，在持续对历史的修改中；在这之后说明了这个日期是相对的。温斯顿的记忆，及他阅读的那本禁书，果尔德施坦因写的《寡头政治体系的理论和实践》透露了在第二次世界大战之后，英国陷入了内战，然后被融合成为大洋国的一个部分。同时，苏联对欧洲大陆的吞并构成了第二个超级大国欧亚国。第三个超级大国，东亚国，包括中国占领的东亚部分。这三个超级大国打着永久的战争，为争夺世界上未被征服的陆地。他们在适当的时候就结盟或打破盟约。
从他的儿时记忆（1949–1953）中，温斯顿记起了发生在欧洲、俄罗斯西部和北美的核战争。内战、党的掌权、美国吞并大英帝国或科尔切斯特被轰炸很难说哪个先发生，然而，他记忆的愈发清晰以及他家庭解体的故事暗示，原子弹的爆炸先出现（史密斯一家躲在地铁站），接着是内战以及社会在战后的重塑，党把这回顾地称为“革命”。

### 情节

大洋国的社会结构图示

这是一场核战争后，温斯顿·史密斯在1984年的故事以及他对一号空降场（英国）当时生活的观察（一号空降场是大洋国——三个超级大国之一——的一个省份）、对英社思想上的反叛、他与裘莉亚的偷情；及必然地在仁爱部被思想警察进行监禁、审问、拷打、洗脑和再教育。

#### 温斯顿·史密斯
温斯顿·史密斯是一名知识分子，外围党的成员。他住在曾经是伦敦的一号空降场，成长于第二次世界大战前的英国，与此同时，革命和内战让党获得了权力。在内战中，英国社会主义党（英社）将他安置在一个孤儿院裡，这个孤儿院的主要目的是培养孩童，并在他们成年之后将他们吸收入党。虽然是党员，他却过着条件相当恶劣的生活：一间一居室的公寓，日常饮食包括黑面包以及人工合成的饭菜，伴以胜利牌杜松子酒。他的理智让他对此不满，因此有了记日记的习惯，日记里存留有他对党和老大哥的负面看法——这本日记如果被发现，将会是足以判他死刑的证据。不仅如此，幸运的是，他的房间里还有个壁龛在电幕旁边，使温斯顿能避开电幕的监视。在日记中他写道：“思想罪不会导致死亡；思想罪本身‘就是’死亡。”电幕（在所有公共场合及每个党员的住处都有）、隐藏的窃听器以及告密者让思想警察可以监视每一个人，并因而找出任何有可能危及党的统治的人；孩子们则被从小教导要找出并报告有思想罪嫌疑的人——特别是他们的父母。
在真理部，温斯顿是一名负责改写历史的职员，将过去修正为目前党的官方版本，好让大洋国的政府显得无所不知。因为这样，他不断重写记录，伪造照片，并将原始的资料扔进忘怀洞。尽管喜欢改写历史所带来的智力挑战，温斯顿同时也着迷于「真正的」过去，热切地试图了解那个被禁止的世界。

#### 裘利亚
一天，在真理部，当温斯顿帮助一个摔倒的黑发女人时，她悄悄地给了他一张纸条，上面写着“我爱你”。她就是裘利亚，一个修理员，负责在小说司维修那裡的小说写作机器。在那一天之前，他深切地憎恶她，认为她是一个少年反性同盟的狂热追随者，因为她带着此同盟的红腰带，一个禁欲和贞洁的象征。在她给他递了纸条后，这种敌意消减了。从那时他们开始暗中来往：第一次在乡间幽会，后来则定期在附近一位无产者小铺子的楼上，他们认为那里是安全可靠的。温斯顿不知道的是，思想警察已经发现了他们的反叛之举并监视着他们。
当一位核心党党员奥勃良和他们接近后，温斯顿相信他已和反党组织兄弟会取得联系了。奥勃良给了他“那本书”，《寡头政治集体主义的理论和实践》，据说是兄弟会的领导者爱麦虞埃尔·果尔德施坦因写的。这本书阐释了永久的战争并揭穿了党的三句口号“战争即和平，无知即力量，自由即奴役”背后的真相。

#### 逮捕
思想警察在茱莉亞和温斯顿的卧室裡抓住了他们，将他们押解到友爱部进行审问。在这之前林顿先生，那个把房间租给他们的无产者，卻公开了自己思想警察的身份。之后的很长一段时间内是系统有计划的拷打，及党内观念学家的心理战术。之后，奥勃良利用电击疗法拷问温斯顿，并告诉他，这会治好他的精神错乱，即他对党明显的仇恨。在漫长而复杂的谈话间，奥勃良解释了核心党的动机：使一种绝对的权力完整。温斯顿问过，兄弟会是否存在，得到的回答是他永不会知道，这将会是他脑子里不可解的谜。在一次拷问的过程中，他在友爱部的监押过程得到了说明：“你的改造有三个阶段”：“学习，理解，接受”关于党的事实；然后温斯顿将被处决。

#### 忏悔和背叛
政治性再教育中，溫斯頓承认了他的罪行，但没有供出同伙和他心愛的茱利亚。重返社會的第二階段再教育中，奥勃良讓溫斯頓明白自己“已经烂掉了”。反驳说党无法成功（虽然后来被奥勃良驳倒），溫斯頓承認：“我沒有背叛茱莉亚。”奥勃良了解，虽然温斯顿招供了关于他和茱莉亚的一切，他并没有背叛她，因为他“没有停止爱她；他对她的感情一如既往”。
一天晚上在囚室裡，温斯顿突然醒来，尖叫着：“茱莉亚！茱莉亚！我的亲人！茱莉亚！”于是奥勃良冲了进来，不是为审问他，而是为了将他送到101室，友爱部里最令人害怕的房间，因为里边的东西是“世界上最可怕的东西”。在那裡，一个犯人最怕的东西将被拿来威胁他或她，作为政治性再教育的最后一步：接受。温斯顿最害怕的东西——老鼠，被以这样的形式施加于他：一个铁笼子中装着饥饿的老鼠，笼子前面的面罩贴合他的脸。当笼子打开，老鼠将吞噬他。当笼子的铁丝网碰到他脸颊上时，他开始疯狂地喊叫：“去咬茱莉亚！”拷问结束了，温斯顿回到了社会上，已被洗脑，接受党的学说并热爱老大哥。
在温斯顿的再教育过程中，奥勃良总是理解温斯顿，知道他在想些什么。

#### 與裘利亚重逢
重返大洋国社会后，裘利亚在公园重逢温斯顿，每個人都承认出卖了對方，背叛改变了人：

“我出卖了你，”她若无其事地说。

“我出卖了你，”他说。

她又很快地憎恶的看了他一眼。

“有时候，”她说，“他们用什么东西来威胁你，这东西你无法忍受，而且想都不能想。于是你就说，‘别这样对我，对别人去，对某某人去。’后来你也许可以伪装这不过是一种计策，这么说是为了使他们停下来，真的意思并不是这样。但是这不对。当时你说的真是这个意思。你认为没有别的办法可以救你，因此你很愿意用这个办法来救自己。你真的愿意这事发生在另外一个人身上。他受得了受不了，你根本不在乎。你关心的只是你自己。”

“你关心的只是你自己，”他随声附和说。

“在这以后，你对另外那个人的感情就不一样了。”

“不一样了，”他说，“你就感到不一样了。”

似乎没有别的可以说了。风把他们的单薄的工作服刮得紧紧地裹在他们身上。一言不发地坐在那里使他觉得很难堪，而且坐着不动也太冷，他说要赶地下铁道，就站了起来要走。

“我们以后见吧，”他说。

“是的，”她说，“我们以后见吧。”

#### 投降与转变
温斯顿·史密斯最后成了一个嗜酒的闲散人员。一次，他在酒吧中听到一则公报，公报中声称大洋国对欧亚国在非洲控制权上取得了决定性的胜利。这使他的思想彻底归顺，接受了党对社会和生活的描述，并对他即将来临的公开审判和处决听之任之。他在被枪决的一瞬间意識到“他战胜了自己，他爱老大哥。”

## 角色

### 主要角色
- 温斯顿·史密斯（Winston Smith）：冷漠的主人公，外圍黨員。
- 裘利亚（Julia）：溫斯頓的情人，暗中進行「腰部以下的叛逆」，以「青少年反性團的成员」这一身份公開擁護黨的學說。
- 老大哥（Big Brother）：大洋國的領袖，黑眼睛，留有黑鬍子。
- 奥勃良（O'Brien）：核心黨員，其假扮成兄弟會的成員，抵抗反革命，思想警察頭子，以欺騙、設立圈套的方式捕獲溫斯頓和朱莉婭。
- 爱麦虞埃尔·果尔德施坦因（Emmanuel Goldstein）：傳說中革命的敵人，並是《寡头政治体系的理论和实践》的作者，早年大洋國社會主義革命的領導者之一，後來背叛革命成為國家的象徵敵人，此一情況在两分钟仇恨和其他制造恐慌的情況下特為明顯，目的是加強人民對黨及老大哥的忠誠。溫斯頓最終得知那本書是一個包括奥勃良的核心黨員委員會的作品。不論果尔德施坦因还是他的兄弟會，溫斯頓以至讀者也不知道其是真實存在的还是黨的胡編亂造。

### 其他角色
- 艾朗臣、鍾斯和魯瑟福（Aaronson, Jones, Rutherford）：被整肅的前黨核心人物；已在「歷史」中被刪除，是一群「非人」，依稀記得他們是在他聽說老大哥以前的革命原領導人。他們供認與外國列強共謀叛國，並隨後在20世紀60年代被大清算。溫斯頓曾在栗樹咖啡館看見三人，該時他們正處於認罪與處決之間的空窗期。溫斯頓看到艾朗森和魯瑟福的鼻子被打扁了，這表示他們的供詞是通過酷刑取得的。後來，在溫斯頓的編輯工作過程中，他从報紙上看到了一項可證實口供不符合現實的證據，但其后把其掉進忘怀洞，十一年後，他在他的訊問中看到同樣的照片。
- 安普科夫（Ampleforth）：溫斯頓的紀錄司同僚，擅長修改詩歌韻文，因不能把吉卜林詩集一句詩最後的一个字「God」改掉以押「rod」韻而被友愛部囚禁，溫斯頓亦在友部遇到他。安普福斯是一個夢想家且對他的智力利用於他的工作中感到快樂，並尊重詩歌和語言，但這使他受到黨的冷遇。
- 查靈頓先生（Mr. Charrington）：表面上是一間貧民區舊貨店的東主；實際上是一名思想警察。
- 凱瑟琳（Katharine）：温斯顿感情上冷漠的妻子，溫斯頓無法擺脫她。儘管不喜歡性交，但还是與溫斯頓結婚，因为这是「對黨的義務」。雖然她是一個「好思想性」的人，但兩人還是分居，因為她不能生孩子。離婚是不被允許的，但不能有孩子的夫妻可分開住。溫斯頓在故事的很多情節中模糊地希望凱瑟琳會死或者可以“擺脫”她，以使他可以娶茱莉亞为妻。他很後悔他在很多年前有機會时，沒有在一個石礦場的邊緣推她一把以殺了她。
- 馬田（Martin）：歐布朗的僕人。
- 帕臣斯（Parsons）：溫斯頓的鄰居和外圍黨員中的理想成員，一個沒有受過教育、易受影響，並完全忠於黨的人，还充分相信黨的完美形象。他在社交方面十分活躍且为其社會地位參與黨的活動，同时對溫斯頓十分友好，曾因他的「好思想」孩子拿彈弓射溫斯頓而罵他們。其后以囚犯的身份在友愛部被溫斯頓遇到，因夢囈中出現反黨言論而被自己的子女向思想警察告發。但即使如此也沒有澆滅他對黨的信念。

- 帕森斯的孩子：少年偵察隊的隊員，代表著新一代的大洋國公民：除了老大哥以外沒有生活的回憶，沒有對親人的情感或關係；核心党员認为的模範社會人民。

- 賽麥（Syme）：溫斯頓在真理部的同事，是新語辭典的編輯者，他喜歡摧毀文字的過程，並全心全意地相信2050年或以前新話会取代老話（標準英語）。雖然賽姆的政治觀點正統得與黨的學說一致，然而溫斯頓指出「他太聰明了，他把一切看得太清了、講的太坦率了」，並指出賽姆的名字從象棋委員会委員的名單消去後，溫斯頓推斷出他已成為非人。賽姆的蒸發諷刺斯大林的大清洗。
- 狄洛臣（Tillotson）：与温斯顿在同在真理部工作的矮个子男人，对其了解极少。

## 世界觀
《一九八四》中的世界被大洋國、歐亞國與東亞國三個超級大國瓜分，國與國之間的戰爭不斷。其內部社會結構皆被徹底打破，並以實行高度集權統治、重寫語言、篡改歷史、打破家庭制度等極權手段箝制人民的思想與本能。大洋國政府以具有監視功能的「電幕」控制人們的行為、維持對領袖的個人崇拜，以及保持對內外敵人的仇恨與維持社會的運轉。
故事中主角的國家大洋國只有一個政黨，即英國社會主義，並以新語簡稱英社。人與人之間也根據與黨的關係密切程度被分為核心黨員、外圍黨員與無產者三個階層。政府機構分為四個部門：負責戰爭的和平部、負責維護秩序及思想審查的友愛部、負責文化與教育發展的真理部與負責經濟的富裕部，按照新語，其簡稱分別為和、愛、真、富部。

### 英社（英國社會主義）
英國社會主義（IngSoc）是大洋國的主流政治形態，也是該國唯一的政黨，按照新語的用法，簡稱英社。英社的領導者為老大哥。在社會方面，英國社會主義實行高壓集權制度，他們箝制人民的言論、思想與創作自由，並藉由重寫語言、篡改歷史來加強統治。在語言與歷史皆被篡改的情況下，人們無法說出「自由」兩個字，因為人們不能理解何謂自由，而且也找不到合適的用詞來稱呼它。除此之外，英國社會主義還要求人民接受「雙重思想」概念，即同時接受兩種相互違背的信念。在這樣的概念下，無論黨或老大哥做了什麼，都將會被視為是正確，即使其行為相互矛盾亦然。

### 雙重思想
在这个問題上有一个关鍵字是「黑白」。就像新話中的許多詞彙一樣，这个詞有兩个相互矛盾的含義：用在對手身上，是指罔顧明顯事实硬把黑說成白的無恥習慣；用在黨員身上，則是指在党紀要求党員把黑說成白时，党員完全願意这樣做的效忠態度，但同时也指有「相信」黑就是白的能力，甚至「曉得」黑就是白，並忘掉自己曾不作此想。这就需要不斷地竄改过去，要做到这点，只有通过一种思想方式，而这种思想方式实際上也包含了所有其他方式，那就是新話中的「雙重思想」。
 — 寡头政治体系的理论和实践

### 國際社會
《一九八四》中的世界有三個大國，包括：

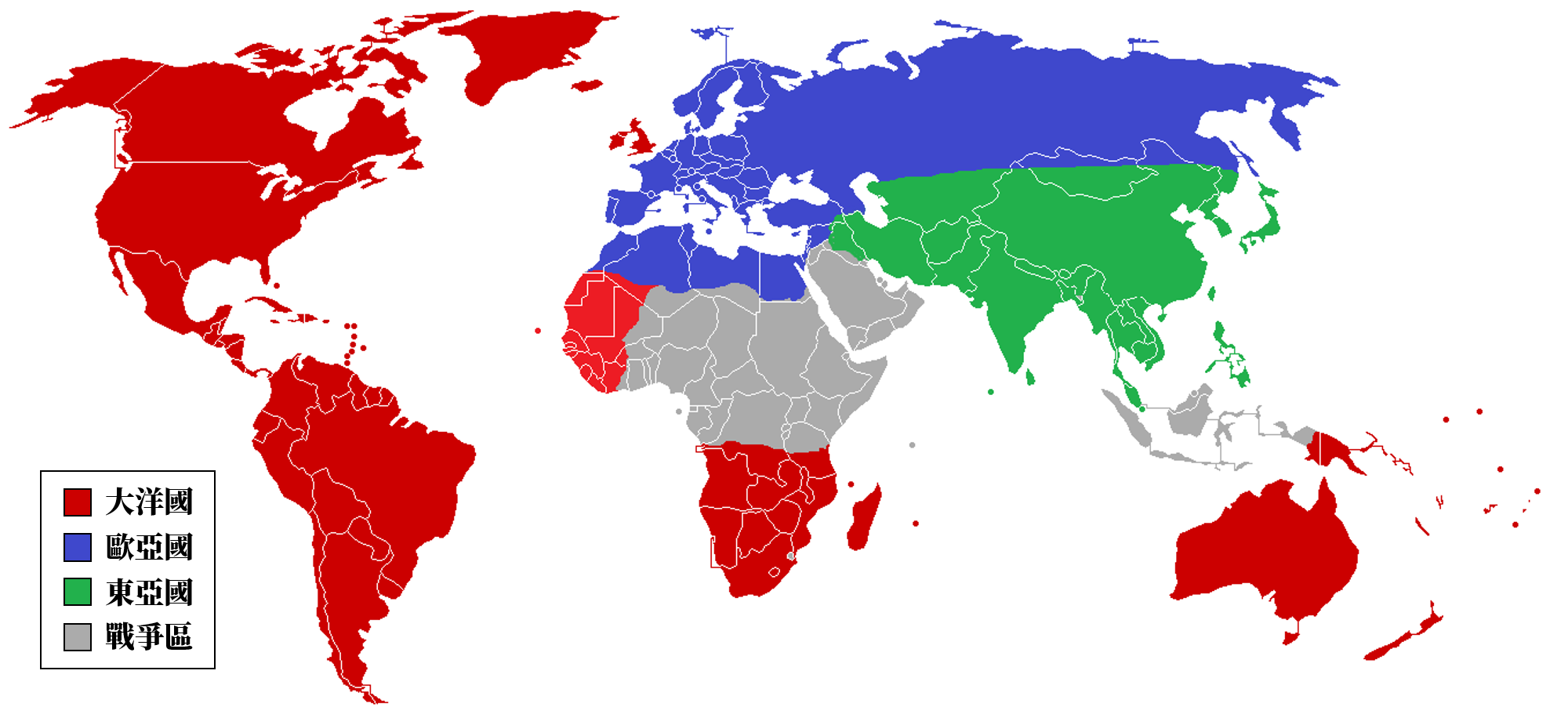
《一九八四》中描述的世界版图

- 大洋國（意識形態：英社，亦即英國社會主義）；其領土为西半球、不列顛群島、澳大拉西亞、非洲南部。
- 歐亞國（英語：Eurasia，意識形態：新布爾什維克主義）；其領土为歐洲大陸和俄羅斯、北非地區，其中包括西伯利亞。
- 東亞國（英語：Eastasia，意識形態：殊死崇拜）；其領土为中國、朝鮮半島、日本、東南亞、印度。

三大國之間有其緩衝區，但同時也是戰場的所在。其中大洋國與歐亞國間為了北非與西亞的所有權相持不下，又與東亞國在東南亞和南印度有領土摩擦，此外位處歐亞國與東亞國邊境交界處的蒙古地區也是戰事頻仍。在此世界觀中，香港、丹吉爾、布拉柴维尔與達爾文港為角的四邊形範圍是人口聚集的所在，也是戰爭的首要目標。各國常武力強取此四大城以獲得奴隸的供應。
與信奉英國社會主義的大洋國相比，歐亞國與東亞國也各自發展出自己的極權政治體制與政治形態。歐亞國信奉的是建基於布爾什維克主義的新布爾什維克主義，東亞國則有建基於武士道的「殊死崇拜」。但無論是英國社會主義、新布爾什維克主義還是殊死崇拜，其內容大同小異，也都建立起相似的政治體制。

### 政府
在第一空降场，大洋國政府的四个部门为金字塔狀（300米高），其中牆面展示了黨的三句口號。各部的名字是以雙重思想跟他們的真正功能成反義「和平部负责战争，真理部負責說謊，仁愛部負責施加酷刑，富裕部負責讓人民挨餓。」
和平部（和部）（The Ministry of Peace，新语：Minipax）
和平部為大洋國的軍事部門，負責對其餘兩個超級大國的永久戰爭。
現代戰爭的主要目的（按照雙重思想的原則，內黨的領導人既承認又不承認這個目的）是消耗机器的生產果实，讓一般生活水平不斷提高。自十九世紀以來，工業社会裡一直潛伏著怎樣處理剩餘消費品的問題。目前，只有少數人能吃得飽，这个問題顯然並不迫切，即使沒有人为的破坏在進行，这可能也不会是迫切的問題。
富裕部（富部）（The Ministry of Plenty，新语：Miniplenty）
负责食品、商品和國內生產的分配与控制。每一個財政季度中，富裕部都會公佈不斷升高的虛假生活水平，實際上配給、可獲得性以及生產都在下降。真理部以修改歷史記錄去支持富裕部每一季所公佈的「配額增加」。
真理部（真部）（The Ministry of Truth，新语：Minitrue）
真理部控制所有資訊：新聞、娛樂、教育和藝術。溫斯頓·史密斯在真理部的記錄處工作，「糾正」歴史記錄，使其與老大哥目前的言論符合，令黨所説的一切皆為真的。
友爱部（爱部）（The Ministry of Love，新语：Miniluv）
友愛部識別、監視、逮捕，並轉化真實和虛構出來的異見人士。在溫斯頓的自身经歷中，異己先会被毆打和折磨，然後在接近崩潰的时候，被送至101室去面對「世界上最可怕的東西」，直到異議被愛黨愛老大哥的思想所取代。

### 革命
溫斯頓·史密斯的記憶和果尔德施坦因的書都傳達了一些关於革命的歷史。歐亞國就在蘇聯征服歐洲大陸時成立，創造了一個從葡萄牙至白令海峽的單一國家。歐亞國並不包括大英帝國，因為美國吞併了它，還吞併了拉丁美洲，從而建立大洋國並控制了地球的四分之一。東亞國为最後建立的超級大國，在「十年混戰」後才成立。它包括由中國和日本征服的亞洲土地。雖然東亞國的領土大小不能與歐亞國相比，但其較歐亞國多的人口彌補了缺陷。
英國被吞併的大約同一時間，原子戰爭引發了內戰，只是不知道在這場戰爭哪国攻打哪国，核武器在英國投下，文中引用了科爾切斯特的原子彈爆炸作例子。英社和其競爭體系（新布爾什維克主義和殊死崇拜）究竟是如何在各自的國家獲得權力也尚不清楚。
雖然確切年代無法追查，但故事中全球大部分的社會重組在1945年至60年代初之間發生的。溫斯頓和朱莉婭曾在「三十年」前被核破壞的教堂廢墟見面。暗示1954年是發生核戰爭、社會不穩定並允許黨奪取政權的一年。小說指出「1983年第四季度」也是「第九個三年計劃的第六季」，這意味著第一個三年計劃的第一季開始於1958年7月。屆時，黨明顯是取得大洋國的控制。

### 戰爭
在《一九八四》中，從全球性核戰爭中出現的三个超級大國——歐亞國、大洋國、東亞國間有一場永久的戰爭。由艾曼紐·郭爾德斯坦因編寫的《寡头政治体系的理论和实践》解釋道，即使兩個超級大國合力也好，換掉另一个同盟國也好，每一個國家仍旗鼓相當得不能徹底被打敗。要隱藏這樣的矛盾，歷史就得修改，令（新）結盟關係始終如一，人民習以為常地以雙重思想接受之。戰爭範圍亦不是在歐亞國、大洋國、東亞國的心臟地帶，而是北極區和包括海上和陸地的爭議區，爭議區的範圍從丹吉爾（北非）至達爾文港（澳大利亞）。在開始時，大洋國和東亞國是在非洲北部和馬拉巴海岸攻打歐亞國的盟友。
這一同盟關係在仇恨週（仇恨週的功用為致力於為黨的永恆戰爭產生愛國熱情）期間發生了變化，變為大洋國與歐亞國結盟，攻打東亞國。公眾對變化盲目，演說家在一句的中間毫不停頓地改變了敵國的名字，由原本歐亞國改为東亞國。公眾在注意到旗幟和海報都是錯誤的时候惱羞成怒，他們撕毀旗幟和海報下來，其後說「我們一直在跟東亞國打仗」；後來黨聲稱已控制整个非洲。

### 生活水準
在書中，第一空降场，以至全世界，都生活在貧困之中：飢餓，疾病和骯髒是十分正常普遍的。荒废的城市和市鎮也是隨處可見——这些都是內戰、核战、据称是敵人發射的火箭（很可能是大洋國自己所為）所導致的後果。四處都是嚴重的社會倒退和建築物損毀；除了行政机关所身處的金字塔以外，倫敦只有很少一部分被重建。外围党员只能享用人造食品和劣質的「奢侈品」，如帶油味的杜松子酒、結構不結實的香煙，它們都是屬於「勝利牌」的（取自印度產的低質同名香煙，在英國及二戰英國士兵中廣泛被吸食）。溫斯頓形容即使是簡單得像補一塊窗玻璃，除非親自動手，否則等待委員会的批准也要等上兩年。所有外围党员的住宅都裝有電幕，用作對外围党员進行宣傳和監督工作；他們可以把聲音調得小一點，但卻無法完全關掉。
與下級相反，處於大洋國最上等地位的核心党员居住在他們自身的住宅區的公寓，裏面十分乾淨和舒適，並储藏了豐富的食品且都是拒绝给予廣大民眾的，如酒、咖啡和糖。溫斯頓對於歐布朗的住所擁有升降機、他的電幕可以關掉及歐布朗擁有一個亞洲僕人——馬丁感到驚訝；事實上，所有的核心党员都是由在爭議區域捕獲的奴隸所服侍，「那本書」亦表明許多核心党员都擁有自己的車輛，甚至擁有直升機。儘管如此，「那本書」仍明確指出，即使是核心党员所享有的條件也只是相對舒適，與革命前的精英階層標準相比也算較為嚴峻。
無產者生存在貧窮之下，並予以酒精、色情以及國家彩票安抚他們（大部分獎金和得獎者都是虛構的，但這一事實被宣傳和大洋國的資訊不流通所掩蓋）。無產者所受到的限制和压迫較外圍黨員少。他們亦受到一定水平的監管，但他們自己的家並沒有電幕，並對自己所看到的電幕加以嘲笑。「那本書」指出在傳統上中等人會首先開始革命，而不是下等人。該模型需要嚴格控制中等人，有雄心的外圍黨員通過推廣而對內黨進行瓦解。無產者的思想可以較為自由，因為他們缺乏智慧。儘管如此，溫斯頓認為「未來是屬於無產者的」。

## 探討議題

### 民族主義
《一九八四》把歐威爾的《民族主义的基本特征》的主題擴大了，后者關於形容某些政治勢力背後的現象的詞彙較為缺乏。在《一九八四》中，黨針對這一點，創造了「新語」這一人造語言。
- 正面民族主義（Positive nationalism）：大洋國人對老大哥永恆的愛；新托利主义、泛凱爾特主義、英以主义（英语：British Israelism），都由愛这一情绪界定。
- 負面民族主義（Negative nationalism）：大洋國人對戈斯坦永恆的憎恨；斯大林主义、仇英心理、反犹太主义，都由仇恨这一情绪界定。
- 轉向民族主義（Transferred nationalism）：演說家在句子中間把大洋國的敵人改變；群眾的仇恨瞬間轉到新的敵人身上。轉向民族主義能迅速把感情針對的對象由一個轉至另一個（例如共產主義、和平主義、階級感情）。仇恨周間的集会就發生過這樣的事情，原本敵人是歐亞國，但當演說家突然把敵國的名字在一句話間改變後，群眾隨即發狂和破壞反新盟國（歐亞國）的海報，群眾中很多人還說這一定是他們新敵國（兼舊盟國）——東亞國的特務幹的。雖然群眾內很多人在集會前張貼海報，但他們卻在敵國改變了後認為敵國一直是東亞國。

### 審查
《一九八四》的一個主要議題是審查制度，在《一九八四》中的真理部尤其明顯，它修改照片和公眾檔案，以除去「非人」（如已被黨逮捕並決定從歷史中抹去的人）:94。在電幕中，所有物品的生產數字都被誇張化（或只被改掉），以顯示出大洋國的經濟正在不斷增長，但很多時候現實並不像電幕所宣稱的一樣。大洋國的居民亦不斷接收到从戰場發來的勝利信息，但是居民們所接收的資訊無從證偽，因為大洋國官方控制了所有的信息發佈。歐威爾曾指出：「在幼年時，我就注意到報紙上所報導過的任何事情不會永遠正確。」

### 監控
大洋國的居民，尤其是外黨成員，沒有真正的私隱。他們許多人住在配有雙向式電幕的公寓，所以任何时候，他們的一舉一動、一聲一言都能被監視或被監聽。類似的電幕亦被安裝在工作及公共場所。政府還会在書面信件傳遞之前打開和閱讀它的內容。思想警察亦會僱用裝成正常公民的臥底，報告任何具有顛覆傾向的人。兒童亦被鼓勵向政府舉報可疑人士，以至他們的父母。無所不在的監視控制了大洋國的居民，如「不當的面部表情」那麼小的叛亂跡象，都有可能令自身被逮捕和監禁。因此，居民（特別是黨員）被迫服從黨的命令。

### 服从與自由意志
大洋國要求所有人民都對老大哥及黨絕對服從，變成完全任人魚肉的奴隸。在友愛部內，溫斯頓必須以愛老大哥的情感取締對他的恨。因此他須先後在身體上、精神上「改造」自己，然后再出賣朱莉婭，失去個人的自由意志和对朱莉婭的忠誠。朱莉婭的反叛比溫斯頓的更直覺和直率。她也知道黨為什麼要採取政策限制性行為：通過將性行為化作政治義務此一手段，來使人民的欲望得不到滿足，並把相關的不滿轉移至敵人身上。為此溫斯頓和朱莉婭会在他們的幽会中發生性關係。

## 新話法則附錄
「新話法則」是附在小說後面的學術文章。它描述了新話的發展，黨所創造的簡約人造語言會令「其他的思想形式不可能出現」，使思想和行動與英社的原則一致。
歐威爾曾在《我為什麽寫作》中寫到：「若要寫出不繞彎的言語，那人就必須無所畏懼地思考；如果某人思考得無所畏懼，那麼他就已經不算是政治正統了。」在《一九八四》，黨為了政治目的而創造了「新語」這一人造語言，它扭曲和破壞了原本語言的意思，並令所有不符合英社原則的舊語言與過去曾使用它的偉大作品一起消滅。「新語」此一構想是基於當時許多著者針對語言所提出持有的理論——思想是建基於言語背後的意思，因此若某一種語言不具有表達某種思想的字詞，那麼使用者就不可能擁有某種思想。
「收錄新話法則是否意味着《一九八四》存有一個有希望的結局」這一論點仍是受到一定爭論，因為它在標準英語中提到黨、英社、新話等事物時會用過去式。故此一些評論家認為，對於新話法則的作者而言，新話和極權主義的政府亦是過去發生的事，抱有此想法的評論家有阿特伍德（Atwood）、本斯特德（Benstead）、米爾納（Milner）、品欽（Pynchon）等。

## 小說的構想來源
《一九八四》使用了蘇聯人的生活以及英國的戰爭境況作為其主題的來源。美國製片人謝德尼·謝爾頓（Sidney Sheldon）在20世紀50年代初曾寫信給奧威爾，對其表示有興趣把《一九八四》改編並搬上百老匯的舞台。奧威爾其後把在美國的上演權賣給謝爾頓，並解釋說他寫下《一九八四》的根本目的是想象斯大林政府統治英國社會後的後果：
|          | 《一九八四》主要是基於共產主義而寫，因為共產主義為極權主義的主導形式，但我試圖想像如果共產主義牢固紮根於英語國家後會是什麼樣子。不再只是蘇聯外交部的擴張。 |
| ——奧威爾 | |

天下三分成三個大國這一設定是基於1944年的德黑蘭會議，奧威爾相信「斯大林、丘吉爾和羅斯福（在會議上）有意識地瓜分整個世界。」
在溫斯頓·史密斯的審訊間，用以折磨他的「2 + 2 = 5」，是蘇聯共產黨用於第二個五年計劃的口號，它是用以鼓勵人們用四年來實現五年計劃。莫斯科當時的房子前方、廣告牌、電燈和其他地方，都能看見這一個口號。
大洋國的盟國從東亞國轉為歐亞國後，歷史便隨即改寫這一點，是基於蘇聯與納粹德國的關係變化。兩國在1939年簽署《德蘇互不侵略條約》之前，經常公開且激烈地批評對方。但在簽署條約以後，蘇聯新聞界便不允許批評德國，直到1941年納粹入侵蘇聯。並且停止引用先前政黨的路線作參考，包括大多數非俄羅斯共產黨但傾遵循俄羅斯路線的人。奧威爾在他所寫並收錄在《左派背叛》的一篇文章中，批評英國共產黨支持該條約。「1939年8月的『希特勒 - 斯大林協定』令蘇聯的外交政策180度大轉變。對於許多像格蘭茨這樣已經把他們的信念投放在建設人民陣線政府以及俄羅斯、英國和法國之間的和平集團的同路人而言，這樣的改變實在是太大了。」
艾曼紐·戈斯坦是基於托洛茨基的形象來描寫。戈德斯坦的書類似於托洛茨基所寫並出版於1936年的《革命背叛》（The Revolution Betrayed），它對蘇聯進行了高度批判性的分析:58。兩分鐘仇恨所播放關於戈德斯坦的影像中，他被形容為變成了一隻羊。此形象是參考蘇聯電影的宣傳片，它使用了「電影眼」（Kino Eye）這一蒙太奇技巧把托洛茨基變成山羊。格溫妮絲·羅伯茨（Gwyneth Roberts）認為，戈德斯坦的性格亦有一部分是基於西班牙馬統工黨的領導者安德烈斯·寧，他曾與奧威爾一同在內戰中併肩作戰，並相信斯大林背叛了革命，後來他被俄羅斯的特務所暗殺。
老大哥「全在」的形象，與斯大林或希特勒所建立的個人崇拜相似:134。
大洋國的廣播強調了生產數字，就像蘇聯的工廠一樣：凡在工廠創紀錄的人，都會專門褒揚他。其中最著名的是阿列克谢·斯达汉诺夫，據稱他在1935年創造了煤礦開採的記錄。
仁愛部的折磨是基於蘇聯内务人民委员部在審訊中所使用的程序。包括使用橡膠警棍、禁止把手放進口袋裡、留在明亮的房間幾天、通過利用憤怒的囓齒動物來折磨受審者，以及在受審者的身體崩潰後，對其顯示一面鏡子。書中人們的孩童「以眼偵敵」等行为是基於蘇聯在1936-1938年的大清洗，當時的年輕人遭鼓勵四處搜索「人民公敵」。奧威爾知道有关帕夫利克·莫罗佐夫的故事：在宣傳版本的故事中，這位時年13歲的男孩向當局告發其父親，隨後被他的家人報復殺害。最後蘇聯政府宣揚其為烈士，並設立了帕夫利克的塑像:158。
在大洋國的隨機轟炸是基於V-1飛彈。在1944 - 1945年間，這一種飛彈隨機在英國投下。
思想警察的形象基於蘇聯内务人民委员部，他们會以发表了「反蘇聯」言論为由任意地逮捕民众。犯罪思想是基於日本戰時的秘密警察——憲兵隊，他们會以擁有「不愛國」的思想为由而逮捕民众。奧威爾曾預測蘇聯的各組織和機構会不斷把自身的名稱像大洋國般簡化，小説中亦常出現類似蘇聯和納粹德國會使用的縮寫：真理部簡化為真部、英國社會主義簡化為英社。蘇聯把全联盟列宁主义青年共产主义联盟簡稱為蘇聯共青團；納粹德國則把秘密國家警察（Geheime Staatspolizei）簡稱為蓋世太保（GESTAPO）:89。
「思想犯罪者」艾朗森、鍾斯和魯瑟福的口供是基於20世紀30年代的摆样子公审，其中包括由尼古拉·伊万诺维奇·布哈林、格里戈里·季诺维也夫、列夫·鲍里索维奇·加米涅夫所作的捏造口供，他們被納粹政府所收買，以破壞托洛斯基所指導的蘇聯政權。
「在遮陰的栗樹下」这首歌是基於一首叫「Go no more a-rushing」的老舊英語歌曲，這首歌早已在1891年出版，在20世紀20年代成為流行歌曲。亦擁有與歌詞相對的指定動作，如當唱到「chest」（胸膛）時把自己的手放在胸膛上。格倫·米勒在1939年演唱並錄製了這首歌。

「仇恨」（兩分鐘仇恨及仇恨週）的靈感來自於斯大林主義時期各黨派機構不斷主辦的集會，他們往往在当班时间开始前用很短的時間來跟工作者說一些鼓勵的説話（兩分鐘仇恨）。但也可能持續幾天，例如紀念十月革命的年度慶祝活動（仇恨週）。
奧威爾所虛構的「新语」、「雙重思想」、「真理部」在蘇聯和納粹德國的新聞界中都有所應用。他改寫了蘇聯的意識形態話語，以確保公開言論免受到當局的質疑。
溫斯頓·史密斯的工作——「修正歷史」（和非人這一構想）是基於斯大林主義的一些慣例：在集體照片中把一些已「倒下」的人噴繪，並在書和報紙中刪除提及他們的內容。其中一個著名例子就是蘇聯百科全書原本有一條關於貝利亞的條目。他在1953年「倒下」並被處決後，擁有蘇聯百科全書的研究所都被送了一篇關於白令海峽的條目，並要求把它粘貼在關於貝里亞的條目之上。
老大哥的「每日一令」的靈感是來自斯大林同名的定期戰時責令。斯大林亦把其責令（以及他的戰時講話）彙編成書——《關於蘇聯的偉大衛國戰爭》（Great Patriotic War of the Soviet Union），這一本書已以英語的形式出版。如同老大哥的「每日一令」，斯大林在他的責令中亦會經常稱讚具英雄氣質的人，像溫斯頓·史密斯所虛構並用以「糾正」（製造）老大哥的「每日一令」的奧吉偉同志般。
大洋國的口號「我們的幸福新生活」，是基於斯大林於1935年所發表的聲明，其後亦成為了苏联共产党的口號「生活變得更好了，同志們；生活變得更愉快。」
在1940年，阿根廷作家豪尔赫·路易斯·博尔赫斯出版了《特隆，乌克巴尔，奥比斯·特蒂乌斯》，它描述了一個「仁慈的秘密社會」發現了一個会沿著人類的發展方針重塑人類語言和現實的世界。故事的結尾附帶了一个附錄去描寫該項目的成功。博爾赫斯的故事所涉及的範疇跟《一九八四》類似，包括認識論、語言和歷史。

## 翻譯及傳播

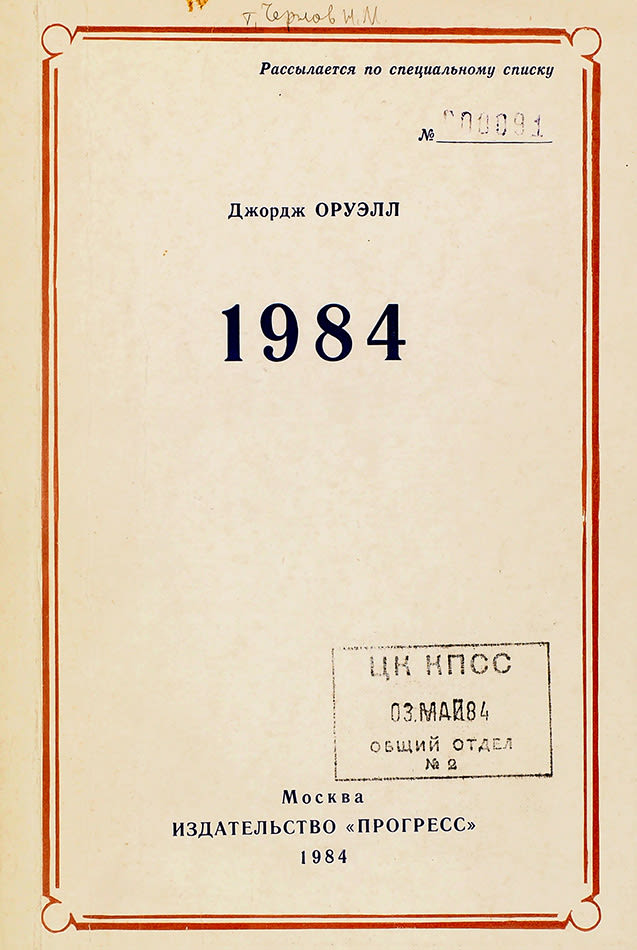
蘇聯1984年有限度出版的俄文版，限量供給蘇聯共產黨中央委員會的成員們閱讀。

《1984》出版後所有語言版本都被東方集團禁售，直到1988年之前這部小說在蘇聯被列作禁書，直到由維亞切斯拉夫·內多什文（Vyacheslav Nedoshivin）翻譯的俄文版本，首度在蘇聯摩爾達維亞的文學雜誌Kodry上公開發表。 1989年，另一個由維克多·戈爾謝夫（Victor Golyshev）翻譯的俄文版本也公開出版。在蘇聯之外，第一個俄文版於1950年代中期的流亡者雜誌Grani中被序列化，然後於1957年在法蘭克福出版。 謝爾蓋·托爾斯泰（Sergey Tolstoy）從法文版本翻譯而來的另一個俄文版本，則於1966年在羅馬出版。這些翻譯被走私到蘇聯，並在異議者之中很受歡迎。 蘇聯內部當時還有一些地下發表的翻譯版本。蘇聯哲學家伊琳科夫（Evald Ilyenkov）曾從德文版本翻譯成俄文。
據切斯瓦夫·米沃什憶述，蘇聯統治時期這本書在公眾層面是「難以獲得，擁有它也很危險」，當這本小說的副本穿過鐵幕，作者以「他對人們熟知的細節的洞察」吸引了眾多私下閱讀的東歐讀者們而產生巨大影響——而那些他們獲得的走私版本，則得益於當時美國數十年經營「中情局圖書計劃」行動，很少有人確切知道其由一小隊中情局特工組織用盡各種可以想像到的手段，將包括該著作在內的眾多書籍和期刊送到東方集團領域之內，讓民眾得以接觸。
根據蘇聯共產黨中央委員會意識形態委員會的命令，早在1959年，外國文學出版商就向共產黨的高級官員發行了俄文版本，供予蘇聯菁英們自己圈層內閱讀。
而在中華人民共和國中，第一個簡化中文版本由董樂山翻譯，在1979年被序列化刊登於供予高級官員及認為在政治上足夠可靠的知識分子閱讀的期刊，《國外作品選譯》之上。 1985年再由花城出版社首度出版有限的中文版出版物。1988年再由同一出版商首先向公眾出版中文版。 2019年時，大西洋雜誌的艾米·霍金斯（Amy Hawkins）和杰弗裡·瓦瑟斯特羅姆（Jeffrey Wasserstrom）表示，這本書得以在中國大陸廣泛流通，是基於多種原因：公眾不再閱讀書籍；因為讀書的菁英們無論如何都與執政黨有聯繫；而且因為共產黨認為有所在阻止文化產品方面過於激進而負有責任。他們指出：「而且仍然很容易在深圳或上海購買《1984》和《動物農場》，就像在倫敦或洛杉磯一樣。」他們還指出：「同時假設，並非中國人無法弄清《1984》的含義，而是少數會讀它的人們並不會（對當局）構成太多威脅。」 記者邁克爾·蘭克（Michael Rank）則認為，這僅僅是因為小說是在倫敦創作而由外國人撰寫的作品，所以中國當局認為這部作品並不會與中國事物產生任何關聯。
到1989為止，該著作已被翻譯成65種語言，在那時候是超越了任何一種英文小說被翻譯語言數量的記錄。
2025年由業餘翻譯家崔應星操手出版臺灣話版本，混用了中文字與羅馬拼音。

## 反響
《一九八四》的首版正式面世時，便隨即受到評論家維克多·薩登·普里切特的好評。他於英国政治及文化雜誌《新政治家》中指出：「我不認為我讀過一本比《一九八四》更可怕壓抑的小說，但由於其原創性、懸念性、所帶給人的憤慨，以及閱讀起來的速度，使人根本不能把書放下。」珀西·霍華德·紐比則在《聽眾》雜誌中評論《一九八四》為：「自《機場》（The Aerodrome，由雷克斯·華納所創作）以來，最搶手的英國政治小說。」《一九八四》亦受到像罗素、福斯特、尼科爾森般的著名人士的讚賞。與以上評價相反，愛德華·謝克斯在《星期日泰晤士報》中評論《一九八四》時，不但没有讚揚它，反而轻视之，認为它「破滅了所有悲观的预言。」魯益師亦同樣对《一九八四》作出了批評，認為黨对性的看法，以至溫斯頓跟茱莉亞的關係，都缺乏一定的可信度，內容設定亦不但「令人不感到悲慘，反而令人作呕。」
反烏托邦小説《美麗新世界》的著者奥尔德斯·赫胥黎曾於1949年寫信給歐威爾，在信中讚揚《一九八四》為一本「優秀且令人深刻的重要著作」，但《一九八四》中對極權主義的預測是錯誤的，因為赫胥黎認為統治階級會更傾向使用「軟實力」去控制人民：「一隻皮鞋能否永遠踩在一張人臉上是值得商榷的，而我則更傾向相信統治階級會採取一種較少攻擊性和破壞性的方式管治人民，並以此滿足對權力的慾望，如同我所寫的《美麗新世界》般:157。」事實上赫胥黎說的沒錯，但讀者常跟隨溫斯頓的視角關注到外圍黨員的生活，而小說裡黨對普通民眾的管控卻是極其鬆散的，黨允許黑市的存在，甚至有黨營的嫖娼會館，普羅家中也沒有電幕；普羅無法成為力量，因此黨并不在乎他們，就像禽獸一樣生活。

## 影響
《一九八四》對現今英語的影響仍然存在。老大哥、101室、思想警察、犯罪思想、非人、忘懷洞、雙重思想、新話這些概念已普遍用於代表極權主義。雙言巧語（Doublespeak）以及團體迷思（groupthink）都是双重思想（doublethink）的进一步完善版本。「奧威爾式的」（Orwellian）此一形容詞則代表「喬治·奧威爾的著作特徵及相關的联想」，特別是《一九八四》。在一字末端加上「-speak」（比如「mediaspeak」）的做法亦源於此一小說。奧威爾也因《一九八四》，而使得他的名字永遠跟1984年有關。安東寧·姆爾科斯於1984年7月發現的小行星便命名為奧威爾（11020 Orwell）。

### 引用
1. ↑  . classify.oclc.org.   [2017-05-22]. （原始内容存档于2019-02-02）.
2. ↑  作者：黃銳華 12-02-2014. . www.passiontimes.hk.   [2020-11-09]. （原始内容存档于2021-05-14）.
3. ↑  張鐵志談《一九八四》：是預言也是寓言，文學跟紀實聯手創造的不朽作品 （页面存档备份，存于）. 2016-10-25.
4. ↑  Murphy, Bruce. . New York: Harper Collins. 1996: 734. ISBN 0061810886. OCLC 35572906 （英语）.
5. ↑  Aaronovitch, David. . BBC News. 2013-02-08  [2013-02-08]. （原始内容存档于2018-01-24） （英国英语）.
6. ↑  Chernow, Barbara; Vallasi, George.  5th. Boston: Houghton Mifflin. 1993: 2030. OCLC 334011745 （英语）.
7. 1 2  Drabble, Margaret.  6th. Oxford: Oxford University Press. 2000: 726. ISBN 0198662440. OCLC 925316343 （英语）.
8. ↑  Grossman, Lev. . Time. 2010-01-08  [2020-11-09]. ISSN 0040-781X. （原始内容存档于2017-08-20） （美国英语）.
9. ↑  "100 Best Novels" （页面存档备份，存于）. Modern Library. Retrieved 19 October 2012
10. ↑  "BBC – The Big Read" （页面存档备份，存于）. BBC. April 2003. Retrieved 19 October 2012
11. ↑  . 國際電影評論網站.   [2010-07-30]. （原始内容存档于2021-12-28） （英语）.
12. 1 2  BBC News. . bbc.co.uk. 2013-02-08  [2016-08-22]. （原始内容存档于2018-01-24）.
13. ↑  Letter to Roger Senhouse, 26 December 1948, reprinted in Collected Works:It Is What I Think, p.487
14. ↑  Bowker, Chapter 18. "thesis": pp. 368–9
15. 1 2 3  Robert McCrum. . Guardian. 10. svibnja 2009.  [25. lipnja 2013.]. （原始内容存档于2013-06-22）.
16. ↑  Bowker 2003，第383, 399頁
17. ↑  . Netcharles.com.   [2011-07-04]. （原始内容存档于2011年7月18日）.
18. ↑  John Rodden. The Politics of Literary Reputation: The Making and Claiming of "St. George" Orwell
19. ↑  CEJL, iv, no. 125.
20. ↑  Crick, Bernard. Introduction to Nineteen Eighty-Four（Oxford: Clarendon Press, 1984）
21. ↑  Nineteen Eighty-four, ISBN 978-0-14-118776-1; p. xxvii (Penguin)
22. ↑  Marcus, Laura; Nicholls, Peter. . Cambridge University Press. 2005: 226. ISBN 0-521-82077-4. Brave New World [is] traditionally bracketed with Orwell's Nineteen Eighty-Four as a dystopia...
23. ↑  . The Orwell Foundation.   [2020-11-09]. （原始内容存档于2016-07-11） （英国英语）.
24. ↑  Owen, Paul. . The Guardian. 2009-06-08  [2020-11-09]. ISSN 0261-3077. （原始内容存档于2013-06-14） （英国英语）.
25. ↑  The Collected Essays, Journalism and Letters of George Orwell Volume 4 - In Front of Your Nose 1945–1950 p.546（Penguin）
26. ↑  喬治·歐威爾. . The Collected Essays, Journalism and Letters of George Orwell Volume 1 - An Age Like This 1920–194 (Penguin). 1946 （英语）. 1936年以來，我的嚴肅作品中的每一行都是為間接或直接地反對極權主義，擁護我所理解的民主社會主義而寫的。
27. ↑  Copyright Term and the Public Domain in the United States （页面存档备份，存于）. As a work published in 1923 through 1963 with notice and the copyright renewed, it is protected for 95 years after publication date
28. ↑  In Canada, protection lasts the life of the author plus 50 years from the end of the calendar year of death
29. ↑  Russian law specifies a general duration of copyright for 50 years beyond an author's death
30. ↑  Australia adopted a "life plus 70" rule for copyright duration in 2005. The law was not retroactive putting any work published in the lifetime of an author who died in 1956 or earlier out of copyright
31. ↑  . Lanacion.com.ar. 2009-07-25  [2014-06-20]. （原始内容存档于2021-02-11）.
32. ↑  Australian law stipulates life plus 70 years, since 2005. The law is not retrospective and excludes works published in the lifetime of an author who died in 1956 or earlier
33. ↑  Omani law provides for a copyright duration of 70 years after the death of the author since 2008, prior to this the copyright duration was only 50 years after the death of the author, and as the new law explicitly provides that it does not apply to works already in the public domain, this work remains in the public domain.
34. ↑  《中华人民共和国著作权法》第二十一条：公民的作品，其发表权、本法第十条第一款第（五）项至第（十七）项规定的权利的保护期为作者终生及其死亡后五十年，截止于作者死亡后第五十年的12月31日；如果是合作作品，截止于最后死亡的作者死亡后第五十年的12月31日。
　《中华人民共和国著作权法》第二条：外国人、无国籍人的作品根据其作者所属国或者经常居住地国同中国签订的协议或者共同参加的国际条约享有的著作权，受本法保护。
35. ↑  版權條例第十七條：除以下條文另有規定外，如有關作者於某公曆年死亡，版權在自該年年終起計的50年期間完結時屆滿。
36. ↑  第43/99/M號法令第二十一條：如無特別規定，著作權在作品之創作人死亡後滿五十年失效，即使屬死後發表或出版之作品亦然。
37. ↑  . wipolex.wipo.int.   [2020-11-09]. （原始内容存档于2022-01-11）.
38. 1 2  Part I, Ch. 1.
39. ↑  Part I, Ch. 3.
40. ↑  Gleason, Goldsmith & Nussbaum 2010.[錨點失效], str. 199
41. ↑  Aubrey & Chilton 1983.[錨點失效], str. 98
42. 1 2  Aubrey & Chilton 1983[錨點失效], str. 93
43. ↑  "敲了十三下"（下午一点）。在《一九八四》中，二十四小时钟常用，十二小时钟已经过时。——第一部第八章。
44. 1 2  Part II, Ch. 9
45. ↑  喬治·歐威爾. . 邱素慧、張靖之譯 2009年6月第1版. 台北: 印刻文學生活雜誌. ISBN 978-986-6377-00-6 （中文（臺灣））.
46. ↑  Reed, Kit. . Barron's Educational Series. 1985  [2009-07-02]. （原始内容存档于2012-09-06）.
47. ↑  .   [2016-10-02]. （原始内容存档于2021-12-13）.Part 2, Chapter 9
48. ↑  Lines 29–35, page 229, Chapter X, Part II of the Penguin paperback edition of 1984: "The proles were immortal, you could not doubt it when you looked at that valiant figure in the yard. In the end their awakening would come. And until that happened, though it might be a thousand years, they would stay alive against all the odds, like birds, passing on from body to body the vitality which the Party did not share and could not kill."
49. ↑  . Resort.com. May 1945  [2010-03-25]. （原始内容存档于2019-04-27）.
50. ↑  Allie Walker. . psfk.com. 2013-01-04  [2017-06-27]. （原始内容存档于2021-03-09）.
51. ↑  Brad Stone. . New York Times. 2009-01-07  [2017-06-27]. （原始内容存档于2021-03-09）.
52. ↑  Howe, Irving. . New York: Harper Row. 1983. ISBN 0-06-080660-5.
53. ↑  Tim Clifford, Katherine Schulten, Amanda Christy Brown. . New York Times. 2013-04-02  [2017-06-27]. （原始内容存档于2021-03-09）.
54. ↑  Henry Porter. . Guardian. 9. 6. 2009  [2017-06-27]. （原始内容存档于2009-07-30）.
55. 1 2 3 4 5  Gwyneth Roberts. . orwell.ru.   [2017-06-27]. （原始内容存档于2021-03-09）.
56. ↑  Margaret Atwood: "Orwell and me" （页面存档备份，存于）. The Guardian 16 June 2003
57. ↑  Benstead, James (26 June 2005). "Hope Begins in the Dark: Re-reading Nineteen Eighty-Four" （页面存档备份，存于）.
58. ↑  Andrew Milner: Locating Science Fiction. Liverpool F.C.: Liverpool University Press, 2012, pp. 120–135.
59. ↑  Thomas Pynchon: Foreword to the Centennial Edition to Nineteen eighty-four, pp. vii–xxvi. New York: Plume, 2003. In shortened form published also as The Road to 1984 （页面存档备份，存于） in The Guardian（Analysis （页面存档备份，存于））
60. ↑  Sheldon, Sidney (2006) The Other Side of Me", Grand Central Publishing, p. 213
61. ↑  Tzouliadis, Tim. . New York: Penguin Press. 2008: 48–49. ISBN 978-1-59420-168-4.
62. ↑  Perry, Matt. Review of "Left Book Club Anthology"（review no. 261） （页面存档备份，存于）Ed. Paul Laity. London, Gollancz, 2001, ISBN 9780575072213; Reviews in History for the Institute of Historical Review at the University of London School of Advanced Study. Retrieved 28 October 2015
63. 1 2  Bloom, Harold. . Infobase Publishing. 2009. ISBN 9781438114682.
64. ↑  Vertov, Dziga. . University of California Press. 1985. ISBN 978-0-520-05630-5.
65. ↑  Senyonovna, Eugenia. . New York: Harcourt, Brace & World, Inc. 1967.
66. ↑  Hitchens, Christopher. . Basic Books. 2003. ISBN 9780465030507.
67. 1 2  Fitzpatrick, Sheila. . New York: Oxford University Press. 1999. ISBN 0-19-505001-0.
68. ↑  Reznikov, Andrej. . Universe. 2001. ISBN 9781469715988.
69. ↑  . Sniff.numachi.com.   [2012-01-02]. （原始内容存档于2021-05-18）.
70. ↑  King, David. . Metropolitan / Holt. 1997. ISBN 0-8050-5294-1.
71. ↑  Schacter, Daniel L.; Scarry, Elaine (编). . Cambridge, Massachusetts: Harvard University Press. 2001. ISBN 978-0-674-00719-2.
72. ↑  Stalin, Joseph. . Moscow: Foreign Languages Press. 1944.
73. ↑  .   [2011-12-14]. （原始内容存档于2021-08-13）.
74. ↑  Stalin, Joseph. . FOREIGN LANGUAGE PRESS– PEKING. 1970.
75. 1 2 3  CHARLIE ENGLISH. . 紐約時報. 2025-07-29. （原始内容存档于2025-07-28） （英语）.
76. ↑  . Moscow Times. 26 November 2019  [29 June 2023]. （原始内容存档于29 June 2023）.
77. ↑  . Monthly Review. 1 January 2020  [1 July 2023]. （原始内容存档于1 July 2023）.
78. ↑  Blum Arlen Viktorovich. . Orwell.ru.   [29 June 2023]. （原始内容存档于29 June 2023）.
79. 1 2  Rank, Michael. . The Asian Pacific Journal. 9 June 2013  [1 July 2023]. （原始内容存档于1 July 2023）.
80. ↑  Hawkins, Amy; Wasserstrom, Jeffrey. . The Atlantic. 13 January 2019  [15 August 2020]. （原始内容存档于10 May 2020）.
81. ↑  Rodden, John. The Politics of Literary Reputation: The Making and Claiming of "St. George" Orwell.
82. ↑  Chao, Yen-hsiang. . Central News Agency. 18 April 2025  [21 April 2025]. Republished as: . Taipei Times. 19 April 2025  [21 April 2025].
83. ↑  Irving Howe, Orwell's Nineteen Eighty-Four : Text, Sources, Criticism. New York : Harcourt Brace Jovanovich, 1982. ISBN 0-15-565811-5 pp. 290–93.
84. 1 2 3  "First Bites: Nineteen Eighty-Four. Nigel Fountain, The Guardian, June 14, 1994.
85. ↑  Lewis, Clive Staple. . Harcourt. 1966: 101.
86. ↑  Ingle, Stephen. . Routledge. 2006. ISBN 9780415357357.
87. ↑  Keyes, Ralph. . St Martins. 2009: 222.

## 外部連結
- 中的“Nineteen Eighty-Four”
- Nineteen Eighty-Four at the Internet Book List
- Nineteen Eighty-Four （页面存档备份，存于） at the British Library
- 1984: The Opera （页面存档备份，存于）
- Nineteen Eighty-Four （页面存档备份，存于） at the Open Library
- 列在網路推理小說資料庫中的《Nineteen Eighty-Four》
- 1953 Theatre Guild on the Air radio adaptation at Internet Archive
- Historian Sarah Wise on the London of Nineteen Eighty-Four on the London Fictions website （页面存档备份，存于）
- Asimov, Isaac. . Field Newspaper Syndicate. 1980  [2022-04-23]. （原始内容存档于2022-05-08）.

### 电子书
- 1984 (Nineteen Eighty-Four)  - 古滕堡分布式校对（加拿大）
- George Orwell – Eric Arthur Blair （页面存档备份，存于）
- Project Gutenberg Australia (e-text) （页面存档备份，存于）
- HTML and EPUB editions from The University of Adelaide Library
- Nineteen Eighty-Four （页面存档备份，存于） (Canadian public domain Ebook – PDF)

### 电影
- Studio One: 1984 (1953) （页面存档备份，存于） (public domain)